# Chiesa del Santissimo Nome di Maria (Osiglia)
La chiesa del Santissimo Nome di Maria è un luogo di culto cattolico situato nella località di Borgo, in piazza della Chiesa, nel comune di Osiglia in provincia di Savona. La chiesa è sede della parrocchia omonima dell'unità pastorale di Val Bormida della diocesi di Mondovì.

## Storia e descrizione

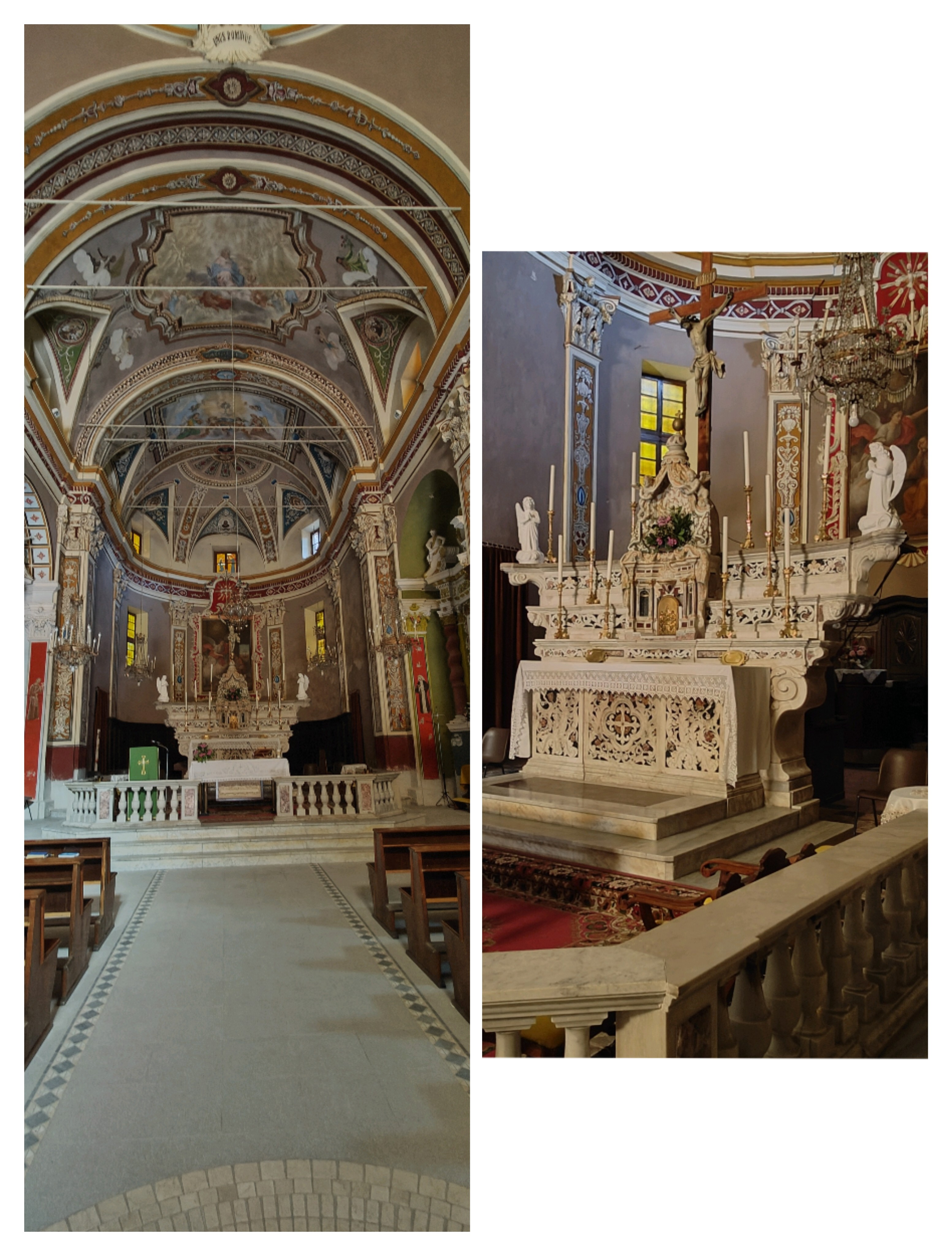
Interno e l'altare

Sito in località Borgo, l'attuale edificio fu rifatto nel corso del XVII secolo in stile barocco molto probabilmente sui resti di una preesistente chiesa del XIV secolo. A tale periodo risale infatti la base dell'attiguo campanile.
Il suo interno è a croce greca con cupola e presenta un altare maggiore in marmo policromo del XVIII secolo.